# La Maison des otages (film, 1955)
Pour les articles homonymes, voir La Maison des otages.
Pour plus de détails, voir Fiche technique et Distribution.
La Maison des otages (The Desperate Hours) est un film américain réalisé par William Wyler, produit par la Paramount Pictures, sorti en 1955.

## Synopsis
Dans une petite ville des États-Unis (Indianapolis) des années 1950, Glenn Griffin (Humphrey Bogart), un dangereux prisonnier évadé, est le chef d'un trio de malfrats fugitifs. À la recherche d'une voiture, il investit avec ses complices la maison de la famille Hilliard. Les 3 truands retiennent en otage les quatre membres de la famille : Ellie Hilliard (Martha Scott) et son jeune fils Ralphy (Richard Eyer), suivi par le patriarche de la famille Daniel (Fredric March) et leur fille Cindy (Mary Murphy). Griffin et sa bande, son jeune frère Hal (Dewey Martin) et un complice Kobish (Robert Middleton), attendent l'arrivée d'un colis pour minuit, envoyé par la petite amie de Griffin, qui contient des fonds pour les aider à s'échapper.
Griffin tourmente les Hilliard au point de les menacer de les tuer. La tension est palpable entre les membres des malfrats, mais aussi avec les membres de la famille séquestrés.
Le ramasseur d'ordures, George Patterson, découvre la situation après avoir remarqué la voiture de Griffin dans le garage. Il est pris à son tour en otage dans son camion par Kobish et forcé à le conduire à la campagne, puis assassiné.
La police boucle la zone et organise une chasse à l'homme à l'échelle de l'État pour retrouver les fugitifs et finit par découvrir la détresse de la famille. 
Hal est terrifié par les activités de la police et refuse de rester dans la maison.
Il décide de s'en aller. Plus tard, dans une cabine téléphonique, il tire sur un policier et tente de s'enfuir, mais est tué écrasé par un gros camion.
Daniel Hilliard, convainc les forces de l'ordre que leur plan d'assaut de la résidence est trop risqué pour sa famille. Il joue ensuite un tour à Griffin en utilisant une arme de poing déchargée, puis le force à sortir de la maison avec sa propre arme braquée sur lui. Avant cela, Kobish est pris en embuscade par la police et le FBI.
Griffin, tentant de s'enfuir, après avoir lancé l'arme à feu sur un projecteur, est ensuite abattu à la mitrailleuse.

## Fiche technique
- Titre : La Maison des otages
- Titre original : The Desperate Hours
- Réalisation : William Wyler, assisté de Charles C. Coleman, Hilton A. Green (non crédité), John Waters
- Scénario : Joseph Hayes, d'après son roman et sa pièce de théâtre
- Photographie : Lee Garmes
- Montage : Robert Swink
- Musique : Gail Kubik
- Direction artistique : Hal Pereira et Joseph MacMillan Johnson
- Décors : Sam Comer et Grace Gregory
- Costumes : Edith Head
- Producteur : William Wyler
- Société de production : Paramount Pictures
- Société de distribution : Paramount Pictures
- Pays de production :  États-Unis
- Langue : Anglais américain
- Tournage : D' octobre 1954 au 25 janvier 1955
- Genre : Drame, thriller et film noir
- Format : Noir et blanc  VistaVision — 35 mm — 2,00:1 — Son : Mono (Western Electric Recording)
- Durée : 112 minutes (1 h 52)
- Dates de sortie :
  - États-Unis : 5 octobre 1955 (New York, Première) / 12 octobre 1955 (sortie nationale)
  - Canada : 5 janvier 1956
  - Royaume-Uni : 13 janvier 1956
  - Allemagne de l'Ouest : 2 mars 1956
  - Belgique : 9 mars 1956
  - Australie : 16 mars 1956
  - France : 16 mars 1956
  - Italie : 16 mars 1956
- Affiche : Enzo Nistri (Italie)

## Distribution
- Humphrey Bogart (V.F. : Claude Péran) : Glenn Griffin
- Fredric March (V.F. : Richard Francœur) : Daniel C. Hilliard
- Martha Scott : Eleanor Hilliard
- Mary Murphy : Cindy Hilliard
- Richard Eyer (en) (V.F. : Yves-Marie Maurin) : Ralphie Hilliard
- Arthur Kennedy : le shérif adjoint Jesse Bard
- Dewey Martin : Hal Griffin
- Gig Young : Chuck Wright
- Robert Middleton : Sam Kobish
- Alan Reed : le détective
- Bert Freed : Tom Winston
- Ray Collins (V.F. : Jean Martinelli) : le shérif Masters
- Whit Bissell (V.F. : Roger Rudel) : Carson, l'agent du FBI
- Ray Teal : le lieutenant Fredericks

Acteurs non crédités
- Walter Baldwin : George Patterson
- Paul E. Burns : serveur chez Al
- Ann Doran : Mme Walling
- Pat Flaherty : Dutch
- Don Haggerty : un détective

## Récompenses et distinctions
- Prix Edgar-Allan-Poe du meilleur scénario pour Joseph Hayes

## Autour du film
- Une autre adaptation du roman est réalisée par Michael Cimino. Le film sort en 1990 sous le même titre, La Maison des otages (Desperate Hours), avec Mickey Rourke et Anthony Hopkins.